# Lehtimäki
Lehtimäki è stato un comune finlandese di 1 930 abitanti, situato nella regione dell'Ostrobotnia Meridionale. È stato soppresso nel 2009 ed è ora compreso nel comune di Alajärvi